# (29565) Glenngould
(29565) Glenngould (1998 FD) – planetoida z pasa głównego asteroid okrążająca Słońce w ciągu 5,25 lat w średniej odległości 3,02 j.a. Odkryta 17 marca 1998 roku.